# Аканиси, Дзин
Дзин Аканиси (яп. 赤西仁 Аканиси Дзин, род. 4 июля 1984 года, Токио, Япония) — японский айдол, певец, актер. С 2006 по 2009 был участником J-pop-группы KAT-TUN. До марта 2014 года выступал сольно под Johnny’s Entertainment, после чего основал свой лейбл Go Good Records, под которым он записывается до сих пор.

## Биография
Дзин родился 4 июля 1984 года в префектуре Тиба. У него есть младший брат Рэо. Аканиси переехал в Токио, когда учился в первом классе.
В 1998 году мать Аканиси отправила его анкету в Johnny’s Entertainment. Прослушивание в 1998 году он не прошёл, однако глава компании Джонни Китагава решил принять его, когда маленький Дзин попытался вернуть свою табличку с номером.

## Карьера
В январе 2001 года Дзин стал одним из шести участников группы KAT-TUN, собранной для выступлений на подтанцовке у Коити Домото из KinKi Kids. Группа довольно быстро стала популярной — они проводили собственные концерты и выпускали концертные DVD, однако дебютировать — выпустить первый музыкальный диск — смогли лишь в январе 2006. Их первый сингл «Real Face» разошёлся тиражом 754 234 копии за первую неделю и стал первым в годовом рейтинге.
13 октября 2006 года на одной из пресс-конференций Дзин объявил, что отправляется на учёбу в США. С этого момента группа продолжала свою деятельность впятером, пока 19 апреля 2007 года не было объявлено о его возвращении.
Осенью 2009 года Дзин снялся в фильме «Bandage», для записи саундтрека к которому объединился с Такэси Кобаяси в группу Lands. Lands выпустили сингл, альбом и провели один концерт.
17 июля 2010 года Дзин покидает группу ради сольной карьеры. 31 августа на официальном сайте Johnny & Associates он был исключён из состава KAT-TUN и записан сольным исполнителем.
За время сольной карьеры Дзин успел выпустить диски не только в Японии, но и в США, а также провести множество концертов в обеих странах.
В феврале 2012 года Дзин втайне от своего агентства женился, что вызвало огромный скандал. Запланированный на весну тур по Америке и Японии состоялся наполовину: в наказание компания Дзина отменила японские концерты, следующие после американских. Также компания отменила всю его деятельность на полтора года.
Летом 2013 года Дзин вернулся на сцену.
2 марта 2014 года было объявлено о том, что Дзин покидает Johnny’s Entertainment: 28 февраля его контракт с компанией истёк, и он решил не продлевать его.
4 июля 2014 года Дзин объявил о создании собственного инди-лейбла Go Good Records, под которым он и записывается с этого момента. Также он открыл свой официальный фан-клуб «JIP’s» (Jin’s Important People).

## Личная жизнь
2 февраля 2012 года Дзин женился на актрисе и певице Мэйсе Куроки. 23 сентября 2012 года у него родилась дочь Тея, а 6 июня 2017 года - сын, имя которого не разглашается.
25 декабря 2023 года Куроки и Аканиси объявили через свои соответствующие аккаунты в социальных сетях, что они разводятся. Они пообещали стать совместными родителями своих двоих детей.

## Дискография

### Синглы
- Good Time (2014.08.06)
- Ainaru Hou E (2013.10.06)
- Hey What’s Up (2013.08.07)
- Sun Burns Down (2012.01.24)
- Seasons (2011.12.28)
- TEST DRIVE featuring JASON DERULO (2011.11.08)
- Eternal (2011.03.02)
- BANDAGE【LANDS】(2009.11.25)

### Альбомы
- Audio Fashion (2016.06.22)
- Me (2015.06.24)
- Mi Amor (2014.11.12)
- #JUSTJIN (2013.11.06)
- JAPONICANA (2012.03.07)
- TEST DRIVE featuring JASON DERULO (2011.12.07)
- Olympos【LANDS】(2010.01.13)

### DVD
- Jin Akanishi’s Club Circuit Tour (2014.04.02)
- Jin Akanishi Japonicana Tour 2012 in USA (2013.09.25)
- Yellow Gold Tour 3011 (2011.05.04)

## Фильмография

### Фильмы
- 2013 — 47 ронинов / 47 Ronin
- 2010 — Бандаж / BANDAGE

### Дорамы
- 2007 — Клуб Развлечений / Yukan Club
- 2005 — Старшая сестра / Anego
- 2005 — Гокусэн 2 / Gokusen 2
- 2004 — Я ненавижу Рождество / Xmas Nante Daikirai
- 2001 — Omae no Yukichi ga Naiteiru
- 2000 — Haregi, Koko Ichiban
- 2000 — Солнце никогда не погаснет (ep.6)
- 1999 — Best Friend
- 1999 — Kowai Nichiyobi
- 1999 — P.P.O.I. — Kimura Hisashi

### Театр
- 2006 — Dream Boys
- 2004 — Summary
- 2004 — Dream Boy
- 2002 — Shock